# Montrabé
Montrabé è un comune francese di 3 514 abitanti situato nel dipartimento dell'Alta Garonna nella regione dell'Occitania.

## Società

### Evoluzione demografica
Abitanti censiti

## Monumenti

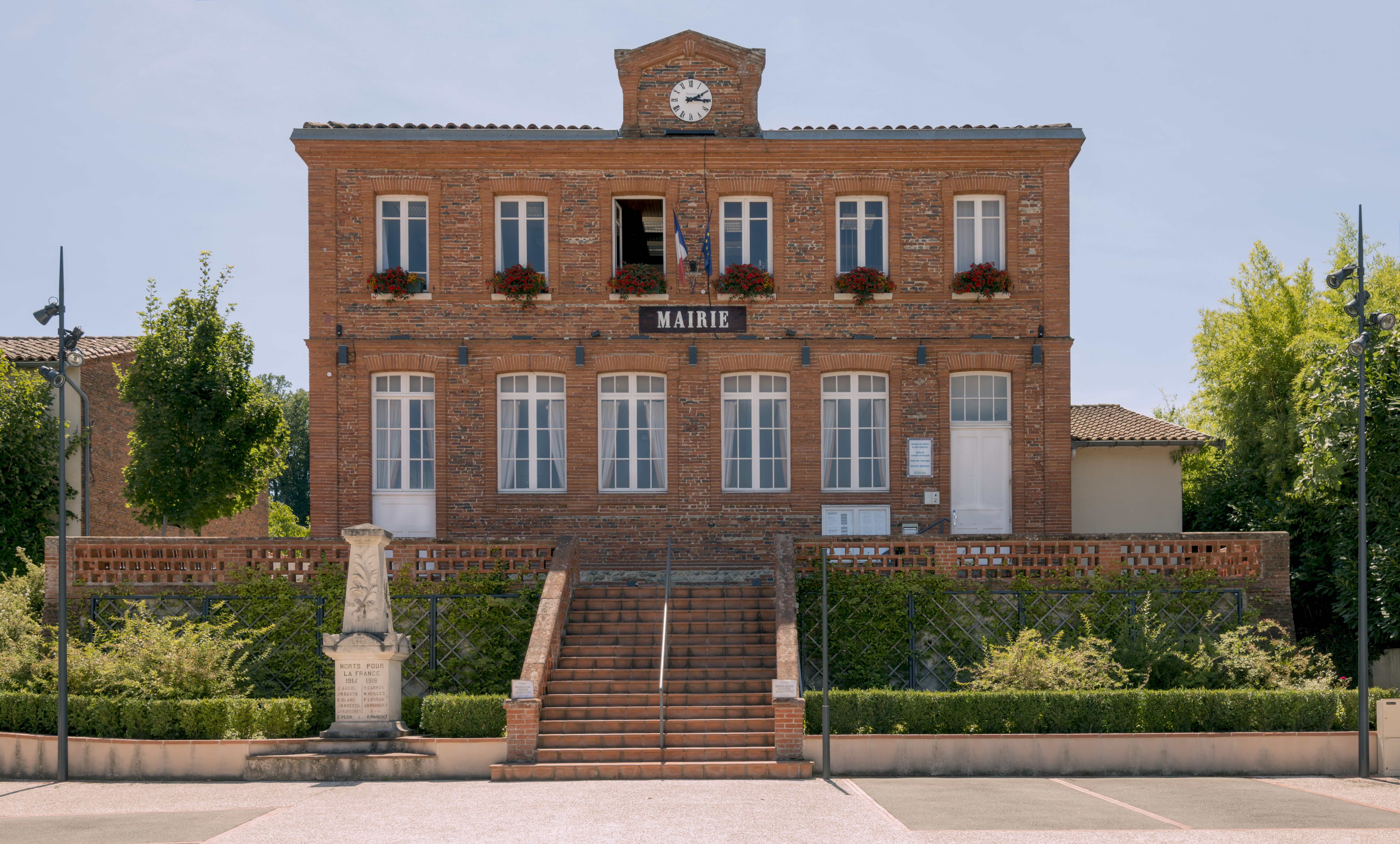
Il municipio
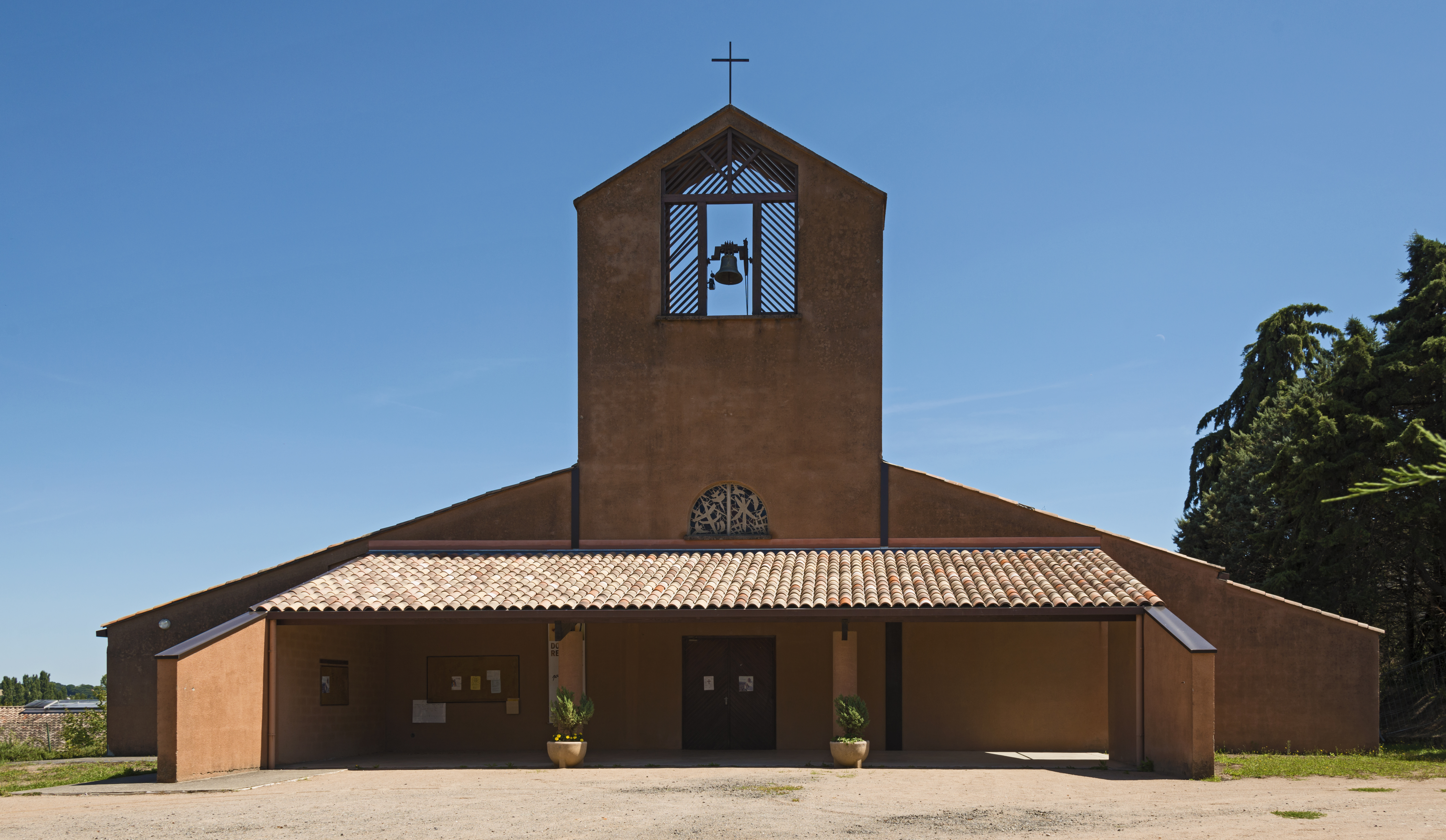
La chiesa Saint Martial